# 猩猩王
《猩猩王》（英語：The Mighty Peking Man）是1977年香港科幻怪獸電影，由何夢華導演，倪匡編劇，伊芙蓮嘉、李修賢和谷峰主演。特殊效果導演是由有川貞昌和村瀨繼藏，川北紘一擔任特技導演助理。

## 故事
印度北部的森林在一次大地震後，出現了一隻神秘的巨型猩猩。香港娛樂公司老闆魯天有意捕捉猩猩王，可用作環球商業表演，要是打死製成標本也值錢。此時，青年探險家陳正風亦擬赴印度。魯天得知他比較熟悉路途力邀合作，並且費用由其負責，惟猩猩王捕獲後，得歸其所有，陳正風最終拒絕與他合作。其時陳正風正與歌星王翠華相戀。陳正風之弟陳時雨風流成性，並是紅得發紫的作曲家。王翠華為了得到他創作的歌曲以便一舉成名，不惜主動向陳時雨投懷送抱。陳正風受此刺激遂答允魯天所提條件，合作組隊前往印度。
在印度當地嚮導帶領下，探險隊在森林艱難前進，森林渺無人蹤，並且攀登峭壁和穿過湖沼地區，途中遇上象群、猛虎及毒蛇的襲擊，探險隊隊員傷忙慘重。正當昏迷的陳正風被猩猩王發現時若加施襲時，有一個叫阿維的美麗少女喝止。原來美麗少女的父母本是探險家，但父母乘小飛機探險不幸遇上暴風雨不幸身亡，遺下4歲的阿維被猩猩王救起，養育成人，阿維逐漸長大，對森林裏的動物印度豹及大象時常一起玩樂。
陳正風和阿維漸生情愫，並和猩猩王成了好朋友，陳正風決定帶他們回到文明世界，但誤墜鲁天圈套，迫於無奈猩猩王鎖上船，在印度洋上航行到香港。阿維見猩猩王慘被凌辱，傷心之餘又看到王翠華伏在陳正風懷中哭泣，逐轉身疾奔而出。猩猩王在魯天安排下在香港大球場表演，阿維趕到大球場抱住猩猩王痛哭流涕。魯天見色起心圖強姦阿維，猩猩王隔窗目睹怒而掙脫枷鎖，大失常性，魯天慌忙逃走。憤怒的猩猩王大肆破壞，繼而爬上香港最高建築物康樂大廈，軍隊出動直升機和裝甲車，並趁陳正風和阿維勸導猩猩王停止肆虐時將其殺死。 

## 角色
- 伊芙蓮嘉（英语：Evelyne Kraft） 飾 阿維
- 李修賢 飾 陳正風
- 袁和平 飾 猩猩王
- 谷峰 飾 鲁天
- 林偉圖 飾 陳時雨
- 蕭瑤 飾 王翠華
- 陳萍 飾 女歌星

## 製作
因為當時嘉禾取得荷里活電影《金剛》在香港上映的版權，邵氏為了應付對手，所以決定自製一套本土金剛電影，《猩猩王》因而誕生。影片拍攝經年，長期佔用邵氏三個廠棚，共拍攝了二十萬呎底片，花了一百多個工作日，除此電影還前往印度北部的原始森林中拍攝。電影的共拍了四千五百個鏡頭創了當時國語片的記錄。
除此之外還邀請德籍女星伊芙蓮嘉擔任女主角。為了拍好電影，蔡瀾那時候甚至找來日本特技人員參與拍攝，請來了參與製作《哥斯拉》的有川貞昌來負責特攝，並以大量立體手工模型創造出電影中的不同城市景觀，同時斥資購買了先進攝影機。

## 外部連結
- 香港影庫上《猩猩王》的資料（繁體中文）
- 豆瓣电影上《猩猩王》的資料 （简体中文）
- 时光网上《猩猩王》的資料（简体中文）
- 互联网电影数据库（IMDb）上《猩猩王》的资料（英文）
- Box Office Mojo上《猩猩王》的资料（英文）
- 爛番茄上《猩猩王》的資料（英文）
- AllMovie上《猩猩王》的资料（英文）